# Taxillus thelocarpa
Taxillus thelocarpa är en tvåhjärtbladig växtart som först beskrevs av Joseph Dalton Hooker, och fick sitt nu gällande namn av M.K. Alam. Taxillus thelocarpa ingår i släktet Taxillus och familjen Loranthaceae. Inga underarter finns listade i Catalogue of Life.